# Rudolf Theodor Simler

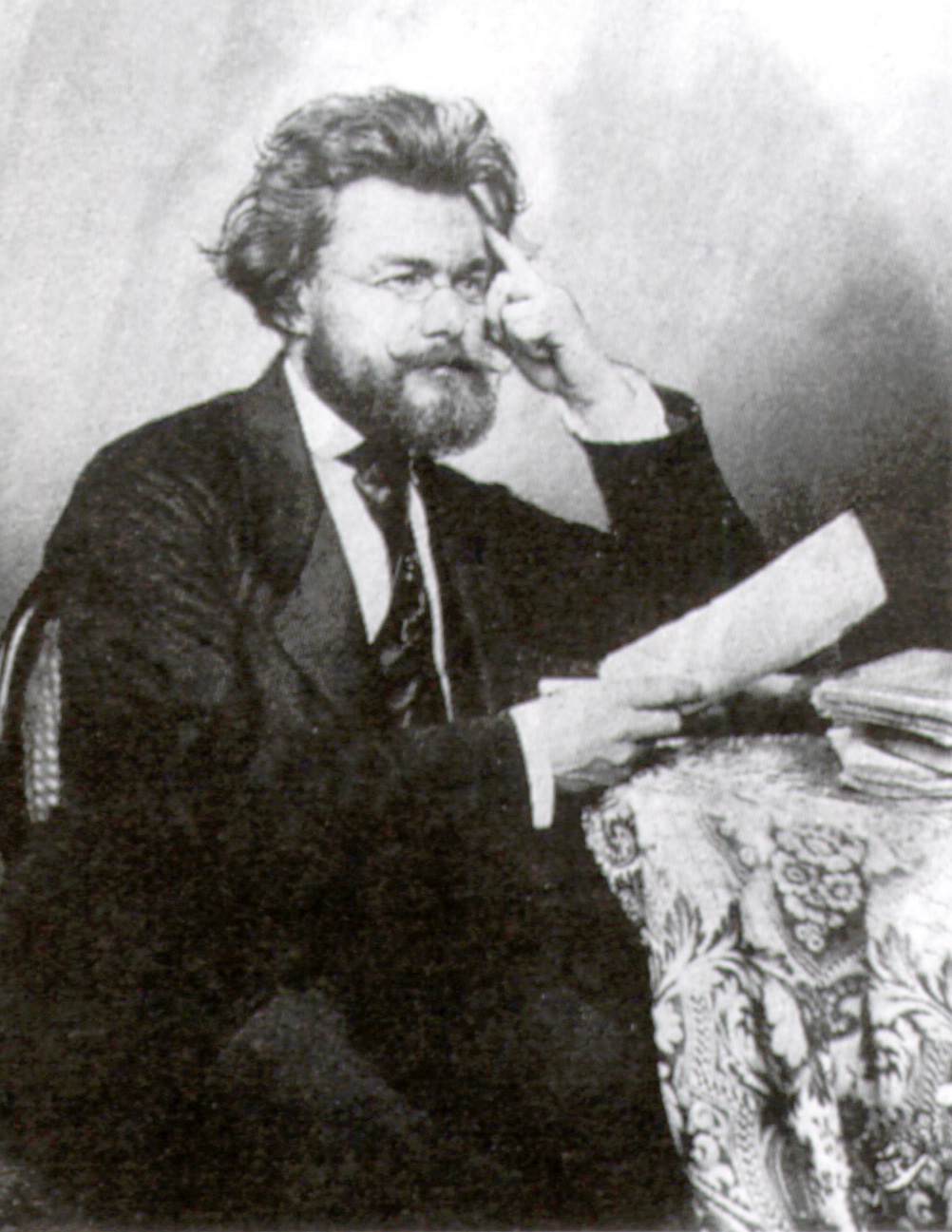
Rudolf Theodor Simler, Gründer des Schweizer Alpen-Clubs

Rudolf Theodor Simler (* 16. Juli 1833 in Wollishofen, heute Zürich; † 22. Dezember 1873 in Zürich) war ein Schweizer Chemiker, Alpinist und Gründer des Schweizer Alpen-Clubs.

## Leben
Rudolf Theodor Simler war der Sohn eines Spinnereibesitzers in Wollishofen bei Zürich, ein direkter Nachfahre des Theologen und Alpenforschers Josias Simler. Er besuchte Schulen in Winterthur und Zürich, studierte Chemie in Zürich und Heidelberg bei Carl Löwig, den er als Assistent nach Breslau begleitete.
Von 1859 bis 1861 lehrte er an der Kantonsschule (Gymnasium) in Chur und habilitierte sich an der Universität Bern in allgemeiner Chemie, Agrikulturchemie und chemischer Geologie. Ab 1864 lehrte er an der landwirtschaftlichen Anstalt Muri und ab 1872 an der landwirtschaftlichen Schule Strickhof bei Zürich. Aufträge für chemische Analysen von Mineralquellen führten ihn regelmässig auch beruflich in die Alpen.
Simler war mit Maria Färber (1841–1906) aus Chur verheiratet; das Paar hatte drei Kinder: Theodora Maria (geb. 1868), Bettina (geb. 1870) und Eduard (geb. 1872, als Kleinkind verstorben).
Am 30. Juli 1861 bestieg er zusammen mit dem Kaufmann Georg Sand aus St. Gallen und den Bergführern Heinrich Elmer und Gabriel Zweifel den 3614 Meter hohen Piz Russein, den höchsten Gipfel des Tödimassivs. Dabei glaubte er an eine Erstbesteigung, was später jedoch widerlegt wurde. Erstbesteiger war demnach 1859 Johann Heinrich Speich.
Auf dem Gipfel des Piz Russein kam ihm, wie er schrieb, angesichts der vielen unbestiegenen Gipfel «der Gedanke an eine Association». Auf den 19. April 1863 lud er darauf Bergsteiger und Alpinfreunde ins Bahnhofbuffet Olten ein, wo die «35 schweizerischen Berg- und Gletscherfahrer» den Schweizer Alpen-Club gründeten. Im gleichen Sommer bestimmte der Club das Tödi- und Clariden-Gebiet als offizielles Forschungsgebiet unter der Leitung des ersten SAC-Zentralpräsidenten Simler. Simler war Sekretär der Sektion Bern und ab 1865 Vizepräsident der Züricher Sektion Uto.
Wenige Wochen nach Erscheinen seines Hauptwerks «Die Lötrohr-Chemie» starb er nach neunwöchiger akuter Krankheit an einem lebenslangen Leberleiden.
Der Simlergrat, Verbindungsgrat zwischen Piz Russein und Glarner Tödi, erinnert an den Gründer des Schweizer Alpen-Clubs.